# Aminona-sur-Sierre
Aminona-sur-Sierre est une localité de la commune suisse de Crans-Montana, dans le canton du Valais.
La localité, également station de ski, possède deux pistes de ski alpin (la Toula et la Tsa). Aminona fait partie du domaine skiable de Crans-Montana. Trois tours à l'achitecture bon-marché, sont présentes dans le village et en sont l'emblème. Elles sont en effet visible de loin et gâchent le magnifique paysage de la région. A leur côté, un énorme projet controversé de construction d'un complexe hôtelier est en cours depuis des années.